# Chiesa di Santo Stefano degli Abissini
La chiesa di Santo Stefano degli Abissini è un'antica chiesa di Roma, nella Città del Vaticano, nel largo omonimo dietro la basilica di San Pietro.

## Storia
Essa apparteneva ad un monastero esistente già al tempo di papa Gregorio III (VIII secolo). Nella biografia di papa Leone III è ricordato sotto il nome di "monasterium S. Stephani qui appellatur cata Galla patricia", oppure di "oratorium S. Stephani a sancto Petro quae appellatur Maiorem". Nel corso del Medioevo chiesa e monastero ricevettero altre denominazioni, tra cui "S. Stephani retro basilicam S. Petri", oppure "S. Stefano degli Indiani"; quest'ultimo appellativo deriva dal fatto che nel 1159 papa Alessandro III vi edificò accanto un ospizio per i monaci abissini; nel 1479 Sisto IV cedette la chiesa ai monaci copti: da quel momento la chiesa fu chiamata con diversi nomi in riferimento ai copti (Santo Stefano d'Egitto, dei Mori o degli Indiani). Alla fine prevalse il nome attuale.
Essendo fatiscente, la chiesa fu restaurata da papa Clemente XI nel 1706, che ne ridusse le dimensioni. Essa conserva ancora intatto il ricco portale romanico intarsiato a fogliami, ed altri resti della chiesa altomedievale. L'interno è ad una sola navata, con alcune opere pittoriche del XVII secolo e iscrizioni in etiope e arabo.
Pregevole il ciborio del XII secolo.
Attualmente la chiesa dipende dalla Reverenda Fabbrica di San Pietro.